# HD 469
HD 469，又名CP-54 19，SAO 231943、HR 23，是一颗恒星，视星等为6.33，位于銀經316.25，銀緯-62.02，其B1900.0坐标为赤經0h 3m 59.7s，赤緯-54° -62.02′ 33″。